# 高橋家住宅 (徳島市)
高橋家住宅（たかはしけじゅうたく、英語：Takahashi House）は、徳島県徳島市南矢三町に位置する歴史的な建造物。木造平屋建、瓦葺、建築面積138m2。国の登録有形文化財に登録されている。

## 歴史
徳島藩士であった高橋家が明治維新の後に現在の高橋家住宅のある土地と家屋を購入し、藍の製造を行ったと伝えられている。棟札により寛政11年（1799年）に建設されたことが明らかとなっている。この地方特有の、茅葺の主体部四方に瓦葺の庇を設ける「四方蓋」と呼ばれる形式をもつ。
主屋の南東、屋敷地の東側境に建つ2階建の西納屋は、瓦葺の長大な土蔵造の建物で藍製造に用いられており、藍製造施設としての特徴がよく表れている。主屋の北方に建つ2階建の土蔵は藍の製造用に使われた土蔵で西納屋によく似ている。
平成11年（1999年）9月7日に国の登録有形文化財に登録された。

## 交通
鉄道
- JR「蔵本駅」より徒歩約10分。

自動車
- 徳島自動車道「徳島インターチェンジ」より国道11号、徳島県道30号徳島鴨島線（田宮街道）経由。